# Maurencia Gillion
Maurencia Natalie Gillion é uma política sul-africana que actua como delegada permanente no Conselho Nacional das Províncias, a câmara alta do Parlamento Sul-Africano. Ela é membro da delegação provincial de Western Cape, em representação do Congresso Nacional Africano (ANC). Ela também é a presidente do Comité Seleccionado de Saúde e Serviços Sociais da legislatura. Gillion foi membro do Parlamento Provincial de Western Cape de 2014 a 2019.

## Carreira política
Ela foi a Prefeita Executiva do Município do Distrito de Overberg entre 2006 e 2010.
Dentro do ANC, ela actuou como vice-secretária provincial do partido de 2011 a 2015 e como tesoureira provincial do partido de 2015 a 2019.

## Carreira parlamentar
Em 23 de maio de 2019, Gillion foi empossada como delegada permanente no Conselho Nacional das Províncias. Ela é uma das seis delegadas permanentes de Western Cape. Em 24 de junho, ela recebeu as designações de comité. Gillion foi eleita presidente do Comité Seleccionado de Saúde e Serviços Sociais em 26 de junho.

### Atribuições do comité
- Comité Seleccionado de Saúde e Serviços Sociais (Presidente)[4]
- Comité Seleccionado de educação e tecnologia, desportos, artes e cultura